# Liga Mexicana del Pacífico 1974-75
La Temporada 1974-75 de la Liga Mexicana del Pacífico fue la 17.ª edición, llevó el nombre de Baldomero Almada y comenzó el 2 de octubre de 1974.
La temporada finalizó el 22 de enero de 1975, con la coronación de los Naranjeros de Hermosillo al vencer 4-0 en serie final a los Mayos de Navojoa.

## Sistema de competencia

### Temporada regular
La temporada regular se dividió en dos vueltas, abarcando un total de 86 juegos a disputarse para cada uno de los ocho clubes. Al término de cada mitad, se asigna un puntaje que va de 1 a 8 puntos en forma ascendente, según la clasificación (standing) general de cada club. El equipo con mayor puntaje se denomina campeón del rol regular. A continuación se muestra la distribución de dicho puntaje:
- Primera posición: 8 puntos
- Segunda: 7 puntos
- Tercera: 6 puntos
- Cuarta: 5 puntos
- Quinta: 4 puntos
- Sexta: 3 puntos
- Séptima: 2 puntos
- Octava: 1 puntos

### Semifinal
Para la etapa de semifinales, pasan los cuatro equipos con mayor puntaje sobre la base de las dos mitades de la temporada regular. De esta manera, el cuarto se enfrenta como visitante al segundo del standing en una serie, mientras que el primero y el tercero hacen lo mismo a su vez.

### Final
Se da entre los equipos que ganaron en la etapa de semifinales, a ganar 4 de 7 juegos.

## Calendario
- Número de Juegos: 86 juegos

## Equipos participantes
| Liga Mexicana del Pacífico 1974-75 |           |                |                        |                          |           |
| Equipo                             | Fundación | Mánager        | Ciudad                 | Estadio                  | Capacidad |
| Algodoneros de Guasave             | 1970      | Jorge Fitch    | Guasave, Sinaloa       | Francisco Carranza Limón | 8,000     |
| Cañeros de Los Mochis              | 1947      | Por definir    | Los Mochis, Sinaloa    | Emilio Ibarra Almada     | 6,000     |
| Mayos de Navojoa                   | 1950      | Por definir    | Navojoa, Sonora        | Manuel Ciclón Echeverría | 8,000     |
| Naranjeros de Hermosillo           | 1944      | Benjamín Reyes | Hermosillo, Sonora     | Coloso del Choyal        | 10,000    |
| Ostioneros de Guaymas              | 1945      | Por definir    | Guaymas, Sonora        | "Abelardo L. Rodríguez"  | 5,000     |
| Tomateros de Culiacán              | 1965      | Por definir    | Culiacán, Sinaloa      | General Ángel Flores     | 8,000     |
| Venados de Mazatlán                | 1945      | Por definir    | Mazatlán, Sinaloa      | Teodoro Mariscal         | 6,000     |
| Yaquis de Ciudad Obregón           | 1947      | Por definir    | Ciudad Obregón, Sonora | Tomás Oroz Gaytán        | 10,000    |

## Standings

### Primera Vuelta
| Equipos                  | JJ | JG | JP | JE | JV   | PCT  | PTS |
| ------------------------ | -- | -- | -- | -- | ---- | ---- | --- |
| Naranjeros de Hermosillo | 43 | 27 | 14 | 2  | -    | .659 | 8   |
| Tomateros de Culiacán    | 44 | 27 | 16 | 1  | 1.0  | .628 | 7   |
| Mayos de Navojoa         | 43 | 23 | 18 | 2  | 4.0  | .561 | 6   |
| Yaquis de Ciudad Obregón | 44 | 23 | 20 | 1  | 5.0  | .535 | 5   |
| Algodoneros de Guasave   | 44 | 20 | 23 | 1  | 8.0  | .465 | 4   |
| Cañeros de Los Mochis    | 43 | 18 | 23 | 2  | 9.0  | .439 | 3   |
| Ostioneros de Guaymas    | 42 | 15 | 27 | -  | 12.5 | .357 | 2   |
| Venados de Mazatlán      | 43 | 15 | 27 | 1  | 12.5 | .357 | 1   |

### Segunda Vuelta
| Equipos                  | JJ | JG | JP | JE | JV   | PCT  | PTS |
| ------------------------ | -- | -- | -- | -- | ---- | ---- | --- |
| Algodoneros de Guasave   | 42 | 24 | 17 | 1  | -    | .585 | 8   |
| Yaquis de Ciudad Obregón | 42 | 24 | 17 | 1  | -    | .585 | 7   |
| Naranjeros de Hermosillo | 42 | 23 | 18 | 1  | 1.0  | .561 | 6   |
| Mayos de Navojoa         | 42 | 23 | 18 | 1  | 1.0  | .561 | 5   |
| Ostioneros de Guaymas    | 42 | 21 | 18 | 3  | 2.0  | .538 | 4   |
| Tomateros de Culiacán    | 42 | 22 | 19 | 1  | 2.0  | .537 | 3   |
| Cañeros de Los Mochis    | 41 | 14 | 26 | 1  | 9.5  | .350 | 2   |
| Venados de Mazatlán      | 41 | 10 | 28 | 3  | 12.5 | .263 | 1   |

### General
| Equipos                  | JJ | JG | JP | JE | JV   | PCT  | PTS |
| ------------------------ | -- | -- | -- | -- | ---- | ---- | --- |
| Naranjeros de Hermosillo | 85 | 50 | 32 | 3  | -    | .588 | 14  |
| Yaquis de Ciudad Obregón | 86 | 47 | 37 | 2  | 4.0  | .559 | 12  |
| Algodoneros de Guasave   | 86 | 44 | 40 | 2  | 7.0  | .524 | 12  |
| Mayos de Navojoa         | 85 | 46 | 36 | 3  | 4.0  | .561 | 11  |
| Tomateros de Culiacán    | 86 | 49 | 35 | 2  | 2.0  | .583 | 10  |
| Ostioneros de Guaymas    | 84 | 36 | 45 | 3  | 13.5 | .444 | 6   |
| Cañeros de Los Mochis    | 84 | 32 | 49 | 3  | 17.5 | .395 | 5   |
| Venados de Mazatlán      | 84 | 25 | 55 | 4  | 24.0 | .313 | 2   |

| Avanza a Play-off |

Nota: El empate de puntos entre Obregón y Guasave se definió por porcentaje de ganados y perdidos.

## Play-off
|  | Semifinales              | Semifinales              | Semifinales      |                  |                          | Final                    | Final | Final |  |
|  |                          |                          |                  |                  |                          |                          |       |       |  |
|  |                          |                          |                  |                  |                          |                          |       |       |  |
|  | Algodoneros de Guasave   | Algodoneros de Guasave   | 2                |                  |                          |                          |       |       |  |
|  | Algodoneros de Guasave   | Algodoneros de Guasave   | 2                |                  |                          |                          |       |       |  |
|  | Naranjeros de Hermosillo | Naranjeros de Hermosillo | 4                |                  |                          |                          |       |       |  |
|  | Naranjeros de Hermosillo | Naranjeros de Hermosillo | 4                |                  | Naranjeros de Hermosillo | Naranjeros de Hermosillo | 4     |       |  |
|  |                          |                          |                  |                  | Naranjeros de Hermosillo | Naranjeros de Hermosillo | 4     |       |  |
|  |                          |                          | Mayos de Navojoa | Mayos de Navojoa | 0                        |                          |       |       |  |
|  | Mayos de Navojoa         | Mayos de Navojoa         | Mayos de Navojoa | Mayos de Navojoa | 0                        | 4                        |       |       |  |
|  | Mayos de Navojoa         | Mayos de Navojoa         |                  |                  |                          | 4                        |       |       |  |
|  | Yaquis de Ciudad Obregón | Yaquis de Ciudad Obregón | 1                |                  |                          |                          |       |       |  |
|  | Yaquis de Ciudad Obregón | Yaquis de Ciudad Obregón | 1                |                  |                          |                          |       |       |  |
|  |                          |                          |                  |                  |                          |                          |       |       |  |

### Semifinal
| Equipos                  | JJ | JG | JP | JE | JV  | PCT  |
| ------------------------ | -- | -- | -- | -- | --- | ---- |
| Mayos de Navojoa         | 5  | 4  | 1  | -  | -   | .800 |
| Naranjeros de Hermosillo | 6  | 4  | 2  | -  | -   | .667 |
| Algodoneros de Guasave   | 6  | 2  | 4  | -  | 2.0 | .333 |
| Yaquis de Ciudad Obregón | 5  | 1  | 4  | -  | 3.0 | .200 |

| Avanza a la final |

### Final
| Equipos                  | JJ | JG | JP | JE | JV  | PCT   |
| ------------------------ | -- | -- | -- | -- | --- | ----- |
| Naranjeros de Hermosillo | 4  | 4  | 0  | -  | -   | 1.000 |
| Mayos de Navojoa         | 4  | 0  | 4  | -  | 4.0 | .000  |

| Campeón |

## Cuadro de honor
| Equipos                  | Posición   |
| ------------------------ | ---------- |
| Naranjeros de Hermosillo | Campeón    |
| Mayos de Navojoa         | Subcampeón |
| Algodoneros de Guasave   | 3° Lugar   |
| Yaquis de Ciudad Obregón | 4° Lugar   |
| Tomateros de Culiacán    | 5° Lugar   |
| Ostioneros de Guaymas    | 6° Lugar   |
| Cañeros de Los Mochis    | 7° Lugar   |
| Venados de Mazatlán      | 8° Lugar   |

## Designaciones
A continuación se muestran a los jugadores más valiosos de la temporada.
| Designación         | Ganador        | Equipo                   |
| ------------------- | -------------- | ------------------------ |
| Jugador Más Valioso | Jerry Hairston | Naranjeros de Hermosillo |
| Pitcher del Año     | George Brunet  | Tomateros de Culiacán    |
| Novato del año      | Elliot Wills   | Tomateros de Culiacán    |
| Mánager del Año     | Jorge Fitch    | Algodoneros de Guasave   |
| Mánager Campeón     | Benjamín Reyes | Naranjeros de Hermosillo |
| Campeón de Bateo    | Jerry Hairston | Naranjeros de Hermosillo |
| Campeón de Pitcheo  | César Díaz     | Tomateros de Culiacán    |